# 1988年ソウルオリンピックのノルウェー選手団
1988年ソウルオリンピックのノルウェー選手団（1988ねんソウルオリンピックのノルウェーせんしゅだん）は、1988年9月17日から10月2日にかけて韓国のソウルで開催された1988年ソウルオリンピックのノルウェー選手団、およびその競技結果。

## 概要
今大会は金メダル2個、銀メダル3個、合計5個のメダルを獲得した。

## メダル
| メダル | 選手名           | 競技       | 種目                     |
| ------ | ---------------- | ---------- | ------------------------ |
| 金     | ヨン・ロニンゲン | レスリング | 男子グレコローマン52kg級 |